# La Promesse (film, 1969)
Pour les articles homonymes, voir La Promesse.
Pour plus de détails, voir Fiche technique et Distribution.
La Promesse ou L'Échelle blanche est un film français réalisé par Paul Feyder et Robert Freeman, sorti en 1969.

## Synopsis
Ayant survécu à un terrible accident de la route qui a coûté la vie à ses parents, François, 11 ans, recueilli par son oncle et sa tante dans leur maison de campagne, s'enferme confusément dans un univers de solitude et de rêveries plutôt morbides. Mais l'arrivée d'une belle jeune anglaise, Wendy Sinclair, accessoirement amante du maître de maison, change brusquement la donne : s'instaure entre l'enfant et la jeune femme une complicité inattendue qui arrachera peu à peu ce premier à son isolement et cette dernière à l'emprise d'hommes qui la convoitent.

## Fiche technique
- Titre : La Promesse
- Premier titre : L'Échelle blanche
- Réalisation : Paul Feyder et Robert Freeman
- Scénario : Gérard Brach et Jacky Glass
- Photographie : Peter Biziou et Albert Militon
- Musique : Antoine Duhamel
- Son : Jean Labussière
- Décors : Jacques Dugied
- Montage : Richard Bryan et Elyane Vuillermoz
- Producteur : Jacques-Éric Strauss
- Société de production :
- Pays de production : France
- Format :
- Genre : Drame
- Durée : 94 minutes
- Date de sortie :  France 10 juillet 1969
- Affiche : Boris Grinsson (France)

## Distribution
- Jacqueline Bisset : Wendy Sinclair
- Jean-François Vlérick : François
- Pierre Zimmer : Philippe
- Gisèle Pascal : Florence
- Marc Porel : Olivier
- Chantal Goya : Monique
- Paul Bonifas : Gustave
- Guy d'Avout : Malevar
- Jacques Riberolles : Norbert
- Judith Magre : Éliane
- Yves Lefebvre : Alain

## Autour du film
- Bien que tourné en France avec des comédiens français (excepté Jacqueline Bisset), le film fut intégralement joué en langue anglaise.